# Municipio de Polk (condado de Jefferson, Pensilvania)
El municipio de Polk (en inglés: Polk Township) es un municipio ubicado en el condado de Jefferson en el estado estadounidense de Pensilvania. En el año 2000 tenía una población de 294 habitantes y una densidad poblacional de 3.8 personas por km².

## Geografía
El municipio de Polk se encuentra ubicado en las coordenadas 41°19′00″N 78°52′28″O / 41.31667, -78.87444.

## Demografía
Según la Oficina del Censo en 2000 los ingresos medios por hogar en la localidad eran de $27,917 y los ingresos medios por familia eran de $33,000. Los hombres tenían unos ingresos medios de $30,114 frente a los $15,625 para las mujeres. La renta per cápita de la localidad era de $13,923. Alrededor del 13,1% de la población estaba por debajo del umbral de pobreza.